# Palanca, Bacău
Palanca (în maghiară Gyimespalánka) este satul de reședință al comunei cu același nume din județul Bacău, Moldova, România.